# Chiesa di San Pietro (Povoletto)
La chiesa di San Pietro si trova a Magredis nel comune di Povoletto (UD).
L'edificio risale alla fine del Trecento o all'inizio del Quattrocento, poiché la prima documentazione risale al 1405. L'interno è costituito da un'aula unica con copertura in travi a vista, che termina con l'abside dalla volta costolonata. Sul colmo della facciata è posta una monofora campanaria; il portale è sormontato da un piccolo tetto con arco ogivale. La volta, le pareti dell'abside e l'arco trionfale sono interamente affrescate da Gian Paolo Thanner. Nella fascia mediana delle pareti dell'abside sono raffigurati gli Apostoli, lavoro del 1518. Nelle lunette vi sono scene della vita di san Pietro e al centro c'è la rappresentazione della Santa Trinità, mentre nelle vele sono raffigurati i Quattro evangelisti con i loro simboli. La fascia inferiore presenta un ciclo di affreschi con la raffigurazione dei Dodici mesi con i tipici lavori contadini del singolo mese; sono opera di un anonimo pittore popolare della metà del XV secolo. Sull'arco trionfale vi sono l'Annunciazione, la Madonna e il Bambino e Sant'Antonio abate. Nell'intradosso del coro sono presenti alcune Sante, San Sebastiano, San Rocco e il Leone di san Marco; nella fascia inferiore Elia ed il corvo e il Profeta Isaia che predice il concepimento di Gesù. Sulla parete destra dell'aula sono dipinte due figure simboliche, probabilmente legate alla dedicazione della chiesa.